# Le Général Dourakine
Le Général Dourakine est un roman pour enfants écrit par la comtesse de Ségur. Il est publié sous forme de feuilleton à partir du 14 novembre 1863 et fait suite à L'Auberge de l'Ange gardien. Le roman relate les souvenirs qui ont profondément marqué la jeune Sophie, future comtesse, notamment le servage en Russie et l'usage du knout du général envers ses serfs.

## Personnages
Le récit est composé sous forme de dialogues et les caractères des personnages sont simplifiés à l'extrême, personnifiant le bien ou le mal à l'instar des deux nièces du général : Mme Dabrovine (l'ange) et Mme Papofski (le démon).
Le général Dourakine lui-même, caricature de l'aristocrate autoritaire à l'accent russe très marqué, est un personnage au tempérament volcanique, mais qui révèle un grand cœur. Son nom est formé sur le russe : дурак (dourak), qui signifie « imbécile » et participe à la ridiculisation du personnage.

## Résumé
Le général Dourakine rentre en Russie, accompagné de la famille Dérigny.
Peu après son arrivée à Gromiline, la nièce du général, Mme Papofski arrive sans être annoncée au château, ce qui déplait fortement au général qui connaît son hypocrisie et l'éducation de ses enfants. Mme Papofski est cupide, cruelle et hypocrite, elle bat son personnel et même ses huit enfants. Pour faire enrager sa nièce qu'il n'aime pas, il convie son autre nièce Mme Dabrovine, la sœur de Mme Papofski qui la déteste. Mme Dabrovine, dont le mari est mort à la guerre, est une veuve inconsolable, convertie au catholicisme, et qui éduque du mieux qu'elle peut sa fille, Natacha, et ses deux fils, Alexandre et Michel, leur inculquant des valeurs telles que la compassion et le respect des plus faibles, comme le peuple polonais opprimé par les Russes. Mme Papofski, bien que déjà très riche, convoite l'héritage de Gromiline, alors que Mme Dabrovine, pauvre depuis la mort de son mari, accepte son sort stoïquement.
Un jour, un étranger vêtu de haillons, arrive au château. Il s'agit du prince polonais Romane Pajarski, ancien aide de camp du général Dourakine. Déporté en Sibérie après avoir été condamné à tort pour complot contre la Russie en vue de reconquérir l'indépendance de la Pologne, il est parvenu à s'évader. Pour éviter une dénonciation par Mme Papofski, le général, sur les conseils de Dérigny, présente le prince sous le nom de M. Jackson, engagé en qualité de précepteur pour Alexandre et Michel Dabrovine.
Pressentant malgré tout le danger grandir, le général prépare son retour définitif en France. Prétextant une maladie de Mme Dabrovine nécessitant une cure thermale en Allemagne, ils partent avec « M. Jackson » et les Dérigny, laissant la direction de Gromiline à Mme Papofski se voyant déjà maîtresse du domaine. Celle-ci entre dans une rage folle en apprenant que le général a rendu sa liberté à tous ceux qui travaillaient au château. En outre, le général a signé un papier stipulant qu'aucune punition corporelle ne pourra être exercée sur les paysans sous peine de voir la donation de ses biens annulés. En apprenant ça, Mme Papofski décide de soudoyer le Capitaine Ispravnik qui en retour la fait chanter pour lui extorquer deux cent mille roubles en échange de son silence et qui l'a faite fouetter pour avoir été irrespectueuse. Lorsque le Général Negrinsky arrive prendre possession du château deux semaines plus tard, Mme Papofski s'effondre suite à toutes ces émotions et dénonce le Capitaine Ispravnik qui sera envoyé en Sibérie.
Arrivé en France, le général dévoile à tous la véritable identité du prince et, après avoir arrangé son mariage avec Natasha Dabrovine, il s'installe dans son nouveau château, non loin de l'Auberge de l'Ange-Gardien pour finir ses jours entouré de ceux qu'il aime.

## Illustrateurs
Le Général Dourakine a notamment été illustré par Émile Bayard (édition originale de 1863), Pierre Leroy, Gaston Maréchaux, Étienne Le Rallic, J. Gouppy, Matéja, P. Sabattier, André Pécoud, Dupuich, Jobbé-Duval et Marcel Marlier (couverture).

## Edition tronquée
Les éditions Casterman, bien que faisant figurer la mention « texte intégral », ont publié une version amputée de trois chapitres. Il s'agit des chapitres suivants : 18. Récit du prince forçat. 19. Évasion du prince. 20. Voyage pénible, heureuse fin[réf. nécessaire].

## Contradiction
Dans le chapitre 13 de L'Auberge de l'Ange-Gardien, le général Dourakine déclare au juge d'instruction, lorsque lui vient l'idée d'adopter Moutier : « Je n'ai ni femme ni enfant, ni frère ni sœur ». Dans ce cas, d'où lui viennent les deux nièces que nous découvrons ici ? On peut objecter que dans le chapitre 9, il confie à Moutier : « J'ai été marié aussi, moi ! » et donc, il aurait deux nièces par alliance. Il n'en reste pas moins que, dans le chapitre 14, il persiste : « Tout le monde est mort chez moi ! »

## Dans la fiction

### Bande dessinée
Dans le premier album d'Hergé paru en 1929, Tintin au pays des Soviets, le roman lui inspire les scènes dans la steppe enneigée et la rencontre de Tintin avec un ours.
Louis-Michel Carpentier, auteur belge, a adapté en 1981 le roman en bande dessinée ainsi que le tome précédent "L'Auberge de l'ange gardien" tous parus aux éditions Casterman 

### Cinéma
- Le roman a été adapté en 1963 pour la télévision française dans la série de Claude Santelli, Le Théâtre de la jeunesse[2] par Yves-André Hubert.